# ولایت جائر
ولایت جائر اصطلاحی در فقه است که به پذیرفتن پست و مقام از سوی شخص ستمگر اشاره دارد و این شخص ستمگر را جائر و افرادی را هم که از سوی جائر به پست و منصب گمارده می‌شوند را جائران می‌گویند.

## حد شرعی
بنا به نظر فقها قبول پست از ناحیه ظالم فی حد ذاته فعل حرام شمرده می‌شود مگر در مواردی که نفس پذیرفتن آن در جهت امر به معروف و نهی از منکر و اهداف خاصی باشد که می‌تواند مستحب یا حتی واجب تلقی شود. مثلاً برای نمونه، پذیرفتن ولایت عهدی مأمون را از طرف علی بن موسی الرضا نوعی قبول پست از شخص ظالم عنوان می‌کنند که ولایت جائر شمرده نمی‌شود و آن را در جهت اهداف و نیات قلبی می‌دانند.

## نظرات
روح‌الله خمینی در تاریخ ۱۳۵۷/۰۹/۱۸ در نوفل لو شاتو، پاریس، در اجتماع دانشجویان و ایرانیان مقیم خارج عنوان کرد که قیام علیه سلطان جائر تکلیف شرعی الهی است. وی در بخش‌هایی از این سخنرانی بیان می‌دارد: ... آدمی باشد که سه وقت نماز می‌خواند، در مساجد می‌رود، آدمی باشد که احکام خدا را همه را ترویج می‌کند، موافق رضای خدا عمل می‌کند، همهٔ کارهای خوب را می‌کند، از همهٔ کارهای بد هم اجتناب می‌کند، لکن ساکت است در مقابل سلطان جائر، به حَسَب این روایتی که نقل شده‌است از سیدالشهداء… که به منزلهٔ علت قیام ایشان است بر ضد حکومت وقت، این است که می‌خواهند عمل به قول رسول‌اللّه بکنند که مبادا یک‌وقت تخلف بکنند و کسی که تخلف بکند جای او جای همان سلطان جائر است؛ یعنی در هر طبقه‌ای از جهنم که سلطان جائر، یک همچو سلطان جائری جا دارد، این آدمی هم که ساکت است که این سلطان جائر هر کاری می‌خواهد بکند، ساکت است او، جایش جای همین سلطان جائر است… و در مقابل منطق بعضی از افراد مبنی بر سازش با سلطان جائر می‌گوید: ... و حالا عجب! من گاهی وقتها از فهم بعضی اشخاص تعجب می‌کنم که می‌گویند خوب حالا آمده، حالا آمده عذر خواسته دیگر! خوب، حالا بپذیرید! این آمده گفته‌است که من اشتباه کردم، خوب بپذیرید دیگر از او! چی بپذیریم؟ مگر خدا می‌پذیرد از او این عذر را؟ خدا حق ناس را نمی‌گذرد؛ خود ناس باید بگذرند. خود مردم باید بگذرند تا خدا بگذرد. مگر خدا می‌گذرد از حق‌الناس؟ بیایید حالا مصالحه بکنید! بیایید حالا خوب، عفو بکنید! نمی‌دانم چه! یک آقای ریش سفیدی یک کاغذ مفصلی نوشته بود ـ البته خودش آدم دانشمندی است لکن ادراکش، یک خرده عقلش ناقص است! ـ به من نوشته بود که پیغمبر اکرم در فلان جا فلان آدم را بخشید، در فلان جا فلان کافر را بخشید، در فلان جا فلان کس را بخشید. تاریخ برای من نوشته بود! مثل اینکه من حق دارم که ببخشم ایشان را! به من چه ربط دارد؟ بچه‌های آن پیرزن را کشته، من ببخشم؟! چطور من ببخشم کشته‌هایی که از این ملت، جوانهایی که از این ملت به باد رفته؟! همین امشب شما احتمال بدهید که عده‌ای را کشته باشند. همین امروز اطلاع رسید که اشخاصی را کشتند، مردم را کشتند، ما بنشینیم بگوییم که شما «اعلیحضرت» حالا دیگر باشید! دیگر از این به بعد حکومت نکنید، «اعلیحضرت» باشید! آخر این چه منطقی است؟! این چه، چطور انسان همچو حرفی را می‌تواند بزند؟! بیاییم به قانون اساسی حالا عمل بکنیم! معنی به قانون اساسی عمل کردن این است که آقا ـ یعنی همین قانون اساسی که الآن در دست است ـ که ایشان «سلطان» باشند و ـ عرض می‌کنم که ـ حاکم نباشند! آخر می‌شود یک همچو چیزی؟! امکان دارد برای یک آدم، یک کسی که ادراک آدمی داشته باشد؟ حیوان هم نمی‌تواند یک همچو حرفی بزند که ما دیگر این را بیاییم و عفوش کنیم! کی عفوش بکند؟ کی حق دارد که این را عفوش بکند؟ مگر با من یک کاری کرده که حق من است که عفوش بکنم؟ حق یک ملت را خورده‌است این. خون یک ملت را ریخته این آدم...
نجف لک‌زایی پژوهشگر علوم دینی و سیاسی نیز نظر دارد که در جامعه شیعه سه نوع حکومت می‌تواند وجود داشته باشد:
1. جائر مؤمن یعنی پادشاهان شیعه
2. جائر مخالف یعنی حکومت مسلمانان غیرشیعه
3. جائر کافر یعنی پادشاهان غیرمسلمان

وی بیان می‌دارد: در برخی موارد، اتفاقاً حکومت جائر کافر برای شیعیان مناسب تر بود؛ چنان‌که شخصی از سید بن طاووس سؤال می‌کند که حاکم عادل کافر بهتر است یا مسلمان ظالم، که وی حکومت کافر عادل را مناسب تر می‌داند؛ چرا که برداشت علما از ظلم و عدل، نسبت به رویکرد علماء در مواجهه با شیعیان بود که در برخی موارد، حاکم ظالم، به کوچکترین شیعه ای رحم نمی‌کرد، اما حاکم کافر نسبت به شیعیان رفتار عادلانه داشت و شیعه بودن را جرم نمی‌دانست. امروزه نیز هم چنین مسئله ای صادق است که گاهی مسلمانی به قدرت می‌رسد و اولویتش دشمنی با شیعیان است، اما در مقابل، افراد سکولاری نیز به قدرت می‌رسند که مذهب برای آنها تفاوتی نمی‌کند…